# تو تنها نیستی (ترانه مدرن تاکینگ)
تو تنها نیستی، نام نخستین آهنگ آلبوم تنها از گروه مدرن تاکینگ است. این ترانه در ۱ آوریل ۱۹۹۹ در کشور آلمان و سایر کشورهای اروپایی منتشر شد. این ترانه به مدت ۱۵ هفته جز ۱۰۰ آهنگ برتر آلمان بوده و بیش از ۲۵۰هزار نسخه از آن به فروش رسید.
این آهنگ جز ۲۰ آهنگ برتر کشورهای سوئیس، فرانسه و سوئد، ۱۰ آهنگ برتر در فنلاند و ۵ آهنگ برتر در اتریش و نروژ قرار گرفت.

## رتبه آهنگ در جداول کشورها
| کشور (سال ۱۹۹۹) | بهترین رتبه |
| --------------- | ----------- |
| اتریش           | ۵           |
| فنلاند          | ۸           |
| فرانسه          | ۱۳          |
| آلمان           | ۷           |
| نروژ            | ۴           |
| اسپانیا         | ۵           |
| سوئد            | ۱۵          |
| سوئیس           | ۱۲          |